# Хенау (Хунсрик)
Хенау (њем. Henau) општина је у њемачкој савезној држави Рајна-Палатинат. Једно је од 134 општинска средишта округа Рајн-Хунсрик. Према процјени из 2010. у општини је живјело 161 становника. Посједује регионалну шифру (AGS) 7140050.

## Географски и демографски подаци
Хенау се налази у савезној држави Рајна-Палатинат у округу Рајн-Хунсрик. Општина се налази на надморској висини од 400 метара. Површина општине износи 6,7 km². У самом мјесту је, према процјени из 2010. године, живјело 161 становника. Просјечна густина становништва износи 24 становника/km².